# Nie-Boska Komedia. Część I
Nie-Boska Komedia. Część I – dramat Zygmunta Krasińskiego napisany w latach 1837–1852, który w zamierzeniu autora miał stanowić część I Nie-Boskiej komedii.

## Okoliczności powstania utworu
Pomysł rozbudowania Nie-Boskiej komedii do rozmiarów trylogii dramatycznej pojawił się w 1840. Niektóre fragmenty, włączone później do części I dramatu, powstały jednak wcześniej. Najwcześniejszym był sen o piekle ziemskim, którego pierwsza wersja znalazła się w napisanej w 1837 powieści Herburt. Opracowana ponownie weszła do Wstępu cz. I Nie-Boskiej. Przypuszcza się, że początek Wstępu i dwie pierwsze sceny z młodości hrabiego Henryka powstały w 1838. Z pracą nad utworem, w rękopisie zatytułowanym Nie-Boskiej komedii część I, Krasiński borykał się przez kilkanaście lat, czego ślady rozsiane są po jego korespondencji do 1852. Niestety nie sposób dziś określić kiedy powstały poszczególne fragmenty, poeta wracał bowiem do już napisanych części i dokonywał niejednokrotnie gruntownych przeróbek. W przybliżeniu przyjmuje się, że Wstęp powstał do 1843, w latach 1846–1848 powstały dwie sceny w podziemiach weneckich, a w 1852 autor dokonał przeredagowania scen początkowych, rozgrywających się w Wenecji. Krasiński miał w planach napisanie jeszcze części III, ukazującej starość hrabiego Henryka. Do ich realizacji już jednak nie doszło.
W 1852 w Lesznie Krasiński ogłosił fragment utworu zatytułowany Sen. Pieśń z «Niedokończonego poematu» wyjęta z pozostałych rękopisów po świętej pamięci J. S., sugerując rzekome autorstwo Juliusza Słowackiego. Całość została wydana w anonimowo w Paryżu w 1860 pod tytułem Niedokończony poemat. W 1973 Paweł Hertz w swoim wydaniu Pism literackich umieścił utwór w grupie dramatów pod tytułem: Część pierwsza Nie-Boskiej komedii.

## Treść

### I. Wstęp
Henryk namawia Aligiera, by udał się z nim na przeciwległy szczyt alpejski, by zapolować na kozice. Jego przyjaciel zostaje jednak, by się modlić. Prosi Boga, by umocnił Henryka przed czekającą go walką wewnętrzną i ustrzegł go od hańby. Pod koniec dnia Henryk wraca z polowania. Schodząc za ustrzeloną kozicą, natknął się na niedźwiedzia. Nie mając nabitej strzelby, rzucił się na niego z nożem i go pokonał. Aligier dziękuje Bogu za szczęśliwe zdarzenie. Henryk wspomina początek ich przyjaźni, gdy go na uniwersytecie opadli rówieśnicy, szydząc, że jest paniczem, Aligier stanął w jego obronie. Okazuje się, że idąc po górach zmylili drogę i weszli w mgłę. Mijają bramę starego cmentarza. Rysy Aligiera się wyostrzają a skroń okrywa mu wieniec laurowy. Henryk rozpoznaje w nim dawnego poetę, który odwiedził zaświaty.

### II. Sen

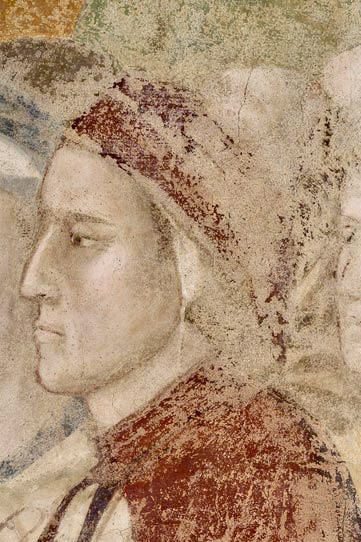
Dante Alighieri.

Duch Dantego prowadzi Młodzieńca do piekła ziemskiego. Obydwaj wstępują w głąb wielkiej góry. Napotykają tam najpierw ludzi czyszczących karabiny i bagnety. Ich dusze, na wpół wychylone, nie mogą opuścić ciał, ani w nie wejść z powrotem. Gdy dowódcy im każą, idą walczyć przeciw Bogu lub przeciw braciom. Dziećmi porwani do wojska nie wiedzą gdzie jest ich ojczyzna. Potem schodzą głębiej, gdzie tłum ludzi otacza wysmukłego mężczyznę na białym krześle. Mężczyzna rozdaje złoto i poucza, by szli pomiędzy ludzi i przypochlebiali się im, by posiąść ich tajemnice. Wtem zjawia się umierający z głodu mężczyzna. Wysmukły obiecuje go nakarmić, jeśli złoży przysięgę, że będzie donosił na krewnych i przyjaciół. Umierający opiera się, ale wreszcie ulega, a anioł ogłasza, że właśnie zginęła jedna dusza. Napływają cmentarze pełne połamanych kości, które skarżą się na donosicieli. Poeta obiecuje im podwójne życie.
Wędrowcy docierają do ściany góry, która rozstępuje się i tworzy potężny gmach, o którym poeta mówi, że jest świątynią bez Boga. Siedzą w niej ludzie pochyleni nad jamami i oświecający je latarniami w poszukiwaniu narzędzi pracy. Czasem któryś z nich wali się w jamę i w górę unosi się jego dusza o kształcie koła zębatego lub stempla. Mały chłopiec skarży się, że wszystko co zarobi za dnia przejada wieczorem i nie ma już siły się modlić. Dante prorokuje, że czas rzemiosła walczącego dla Boga z mieczem i różańcem w ręku już nie wróci. Dante i młodzieniec opuszczają się na dno wyschniętego, kamiennego, jeziora. Przy ognisku grzeje się dwunastu mężczyzn, trzynasty, ze sztyletem, wycina im na plecach słowa: wolność i równość. Zbiera krew płynącą z ran do naczynia i idzie ją sprzedać. Ludzie przy innych ogniskach wzdychają do giełdy narodów, do bogactw kupców. Mężczyzna ze sztyletem obiecuje ich tam poprowadzić. Dalej prawnicy, siedzący w cieniu szubienic uczą małe dzieci przeklinania swych przodków. Dante przywołuje dzieci i przedkłada im, by nie wierzyły fałszowi. Wtedy wstaje jeden z prawników, jednooki i krzyczy równość i mord, a na czapce ma napisane Lud. Dalej leżą rozłożone maty, a na nim tłum kobiet płaczących. Jedna z nich, z duszą wplątaną we włosy, wstaje i skarży się, że gdy była młoda to wielbiono ją, a gdy się zestarzało jej ciało, zepchnięto do dołu. A pozostałe wołają o sprawiedliwość.
Tak docierają do pani w czerni klęczącej i modlącej się przy białym łożu. Poeta wzywa ją imieniem Beatryx. Ona jednak zaprzecza, by to było jej imię. Urodziła się w ziemi dostatniej, która teraz jest ziemią krzyży, zwano ją Szczęśliwą, a potem Niewolnicą, bo dzieckiem została wydana za mężczyznę, którego nie kochała, i z którym połączyła ją tylko pogarda. Jej mąż wydał podstępnie powstańców w ręce wroga. Ona zaś zyskała trzecie imię: Zhańbiona, bo pokochała czystym sercem mężczyznę. Ten jednak, wyrwawszy ją z samotności serca, zostawił w samotności ducha. Kobieta prowadzi wędrowców wąskim korytarzem do grobu swej duszy, jest już bowiem umarłą za życia. Dante prorokuje, że idzie czas, gdy każda kobieta z nieświadomej lilii przemieni się w myślącą różę i weźmie z rąk mężczyzn struny natchnienia. A choć będą błagali o pieśń nie zostaną wysłuchani, aż serce im pęknie. Wtedy dopiero nastąpi pojednanie. 

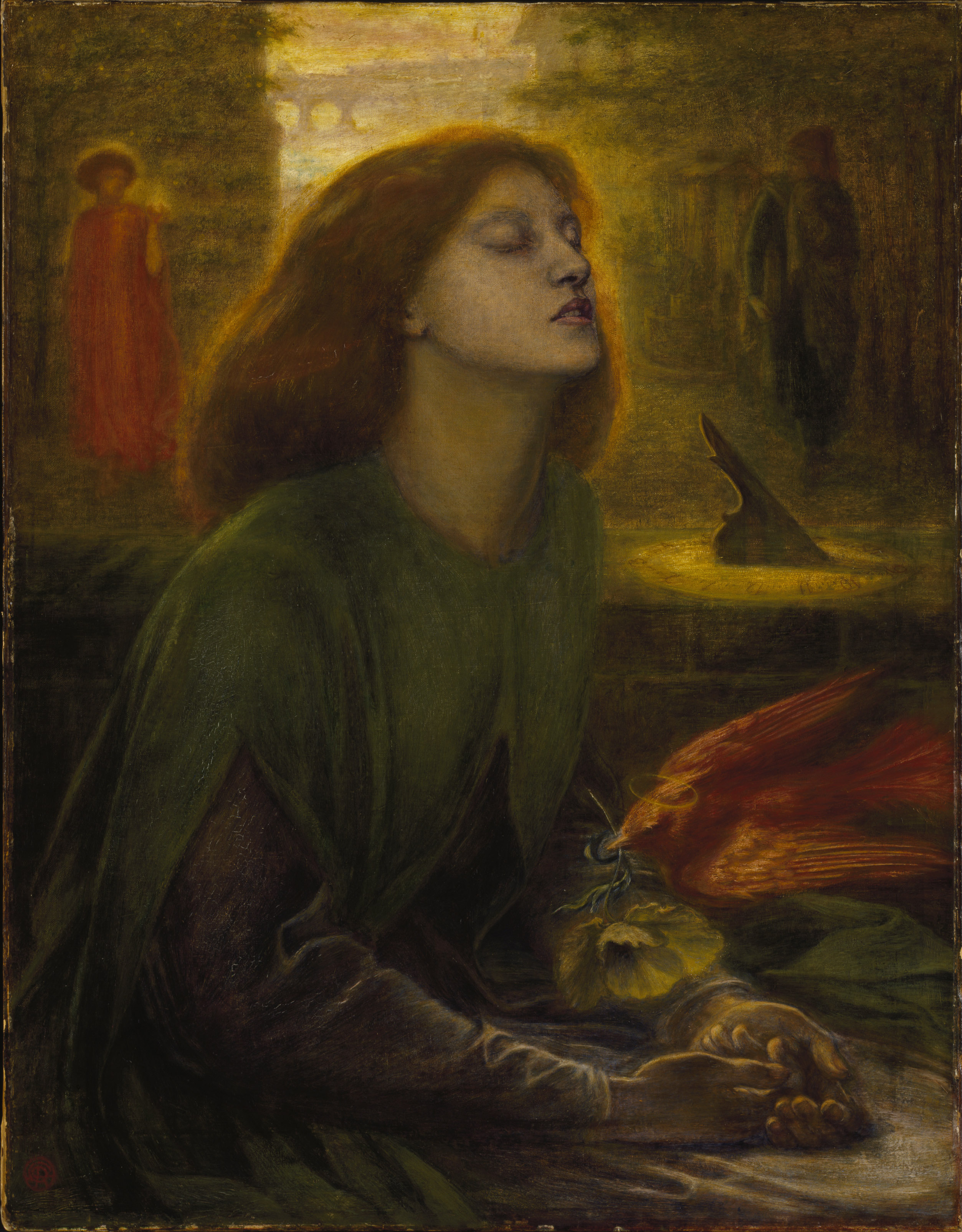
Beata Beatrix. Dante Gabriel Rosetti

Wędrowcy wychodzą na równinę ponad jeziorem. Widzą tłumy ludzi zdążające ku wysokim schodom, będącym giełdą kupców. Wszyscy idą w pośpiechu tratując się wzajemnie. Na szczycie schodów na błyszczących tronach siedzą kupcy. Gdy tłum dociera do podnóża schodów, ogłaszają nowe ceny. Jedni są uratowani, inni tracą majątek. Dochodzi do krwawych walk w tłumie. Spośród zgromadzonych występują władcy i wysocy urzędnicy i wstępują na schody, za nimi wytwórcy i lichwiarze. Po nich wchodzi szlachta, która za złoto i kosztowności oderwane od swych szabel i zbroi, kupuje sobie prawo przebywania u góry. Pojawia się też mężczyzna ze sztyletem na czele dwunastu olbrzymów. W zamian za spokój ze strony niezadowolonych na dnie jeziora targuje się o zapłatę za krew. Kupcy dobijają targu brylantem, oderwanym z krzyża Chrystusa, w który przemieniła się jego krew. Zaspokojony, mężczyzna ze sztyletem odchodzi.
Dante po chmurach prowadzi młodzieńca na skraj lasu. Jest czyściec dni teraźniejszych. Głos jakiś śpiewa, że wszyscy tutaj są żywi. Poeta daje młodzieńcowi widzieć, że z każdego drzewa wyrasta krzyż z rozpiętym na nim mężem, a pod krzyżem stoją niewiasty z dziećmi. Ten las krzyży to dzieło doskonałego kata, który kusi cierpiących, by zapomnieli o przyszłości i przeszłości i o ojczyźnie, a on im zapewni wszystko, czego potrzebują, lecz mężowie i dzieci na rękach kobiet mówią nie. Młodzieniec współczuje cierpiącym, lecz mistrz poucza go, by współczuł tamtym w skalnym świecie, bo z bólu zmartwychwstaje duch – z podłości tylko zmartwychwstania nie masz. Młodzieniec chce zobaczyć niebo na ziemi, lecz Dante odpowiada, ze go jeszcze nie ma, że można go tylko sprowadzić między ludzi czynem miłości. I znika.

### III. Na placu św. Marka
Akcja przenosi się na plac świętego Marka w Wenecji. Cyganka wróży Młodzieńcowi, że ma się strzec kobiet. Bohater utworu spotyka Bankiera-Księcia. Bankier wydaje dyspozycję swemu ajentowi w sprawie sprzedaży metalików. Przedstawia Młodzieńcowi hrabiego Mocenigo w stroju arlekina, goniącego damę w dominie. Młodzieniec dziwi się, że nie walczy raczej o odzyskanie niepodległości Wenecji. Z kolei spotykają sławnego malarza. Bankier chwali się, że dzięki swej fortunie stał się mecenasem wszelkiego rodzaju artystów. Młodzieniec spostrzega przepiękną kobietę. Bankier objaśnia go, że to księżna Rahoga. Jej mąż jest strasznym zazdrośnikiem. Wziął ją jako zubożałą pannę ze szlachetnego rodu i bardzo źle ją traktował. Teraz, ku jego niezadowoleniu, księżna odziedziczyła spory majątek pod Odessą. Bankier uważa ją za Rosjankę, choć w rzeczywistości jest Polką. Obiecuje zapoznać z nią Młodzieńca. Jego ajent zawiadamia go o udanej sprzedaży i pognębieniu konkurentów. Bankier nie posiada się z radości. Młodzieniec się oddala.

### IV.

Palazzo Corner. Canaletto.

Młodzieniec dowiaduje się, piękna księżna mieszka w pałacu Karner i w niedzielę sama udaje się łodzią na mszę. Umawia się więc z gondolierem na poranną godzinę. Aligier jest zrozpaczony, że jego przyjaciel porzuca niebieską doskonałość, by w ziemskiej szukać śladów tej pierwszej. Ostrzega go, że książę Rahoga jest wielkim wrogiem Polski i Polaków. Próbuje wymóc na Młodzieńcu, by wyrzekł się swej miłości. Ten zapewnia, że chce usłyszeć jedynie jej głos.

### V. Podziemia weneckie

#### Scena I
Młodzieniec i Aligier schodzą do podziemi. Młodzieniec widzi ogrody babilońskie i słyszy chór mędrców chaldejskich, którzy czują się synami światłości, lecz muszą umrzeć. Potem słyszy kapłanów egipskich żalących się w cieniu piramid, że to oni odkryli prawdziwego Boga za wielością bogów i skłonili swych rodaków ku wędrówce dusz w zaświaty, a oto mają umrzeć, by się odrodzić. Przed młodzieńcem wyrasta świątynia w Eleusis. Hierofant wzywa dusze, by się oczyszczały z żądz, a Platon, by dążyły do ideału. Eleuzyjczycy smucą się upadkiem Grecji, chcieliby poprzez nią zobaczyć Pożądanego. Przed Młodzieńcem wyrasta góra Karmel. Chór Esseńczyków w poście i ubóstwie prosi Chrystusa, by przyszedł. Młodzieniec widzi Jezusa wstępującego do nieba, pusty grób i aniołów u wejścia do niego, a chór śpiewa, że odtąd już żaden lud, który stał się narodem, nie umiera.
Wędrowcy przechodzą wąskim korytarzem w drugą, chrześcijańską część dziejów. Na ich oczach powstaje Kościół. Ze zgiełku kacerstw i prześladowań powstaje Piotrowa moc: oblókł się w szkarłat – zwielmożniał – zrzymianił. Młodzieniec z Aligierem stają na równinach Prowansji. Widzą pole trupów i niedobitki uciekających albigensów. Chcieli być wolni i równi, jak nauczał Chrystus, lecz przyszli przedwcześnie. Niespełniony puchar przekazują templariuszom. Obraz się zmienia. Widzą więzienie, a w nim wielkiego mistrza i kilku braci skazanych na stos. Chcieli utworzenia jednej rzeczypospolitej, a w niej królestwa Bożego na ziemi. Zamiast tego jest papież z królem w sporze, dwa miecze boleśnie wbite w jedno serce. Puchar niedopity muszą przekazać w ręce inne, różokrzyżowców. Tymczasem słowo Boże się rozpadło, opoka stwardniała, europejski gmach się trzęsie. Nie wyrósł ani w katedrę, ani w pałac. Król, kapłan i gmin tratują się wzajemnie. Dziecko, gdy staje się młodzieńcem opuszcza dom, wraca w wieku dojrzałym. Młodzieniec widzi mężczyzn w okrągłych kapeluszach i czarnych płaszczach w ich pracowniach. Chcieli wydobyć złoto i otworzyć różę alchemii. Przedwcześnie, bo najpierw musi nastać sprawiedliwość na ziemi. Przekazują więc puchar wolnomularzom. Sami gotują się, by kruszyć rządy, ścinać królewskie głowy, wstrząsać Kościołem, by odżył.

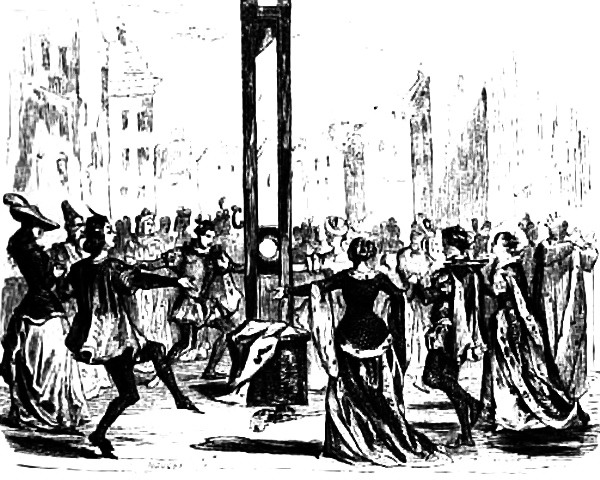
Taniec wokół gilotyny.

Kościół się podzielił i służy królowi, a koron w Europie pojawiło się sto. Narody giną, a z ich trupów lepią się marne mocarstwa. Wszędzie panuje gwałt i bunt. W jednym narodzie śmierć została zadana człowieczeństwu. Pojawia się wysoki katafalk. Wchodzą na niego trzy karły z berłami i zdejmują całun. Na marach leży biały archanioł z trzema mieczami wbitymi w pierś. Karły wpadają w przerażenie, bo zabity oddycha. Będzie tak spał, póki nie przemieni się serce Europy. Światło unosi katafalk w górę i oto zjawiają się wolnomularze: uczniowie, czeladnicy, majstrowie, kawalerowie szkoccy i iluminaci. Gotują się, by wygubić sługi tronu i ołtarza i nagi szkielet oblec nowym ciałem. Pojawiają się setki gilotyn. Spadają setki głów, leje się krew. Nastaje królestwo zbuntowanych ciał, które wyzwoliły się od dusz. Krwawym robotnikom opadają ręce. Nastaje nicość i ciemności. Uśpionych i umarłych budzi do życia duch Bonapartego. Zbiera wszystkie losy ludzkie i kroczy naprzód. Wskrzesza odrętwiałe narody, jedne porywając ku sobie inne przeciw sobie. Wreszcie rozwiewa się, a jego miejsce zajmują trzej jeźdźcy w wysokich koronach, trzy zolbrzymiałe karły w skłamanej purpurze, które zawierają tajne przymierze.

#### Scena II
Wędrowcy wchodzą przez wysokie drzwi. Aligier wprowadza Młodzieńca na zgromadzenie. Wita go chór napowietrzny i spragnione wolności chóry: irlandzki, włoski, germański, słowiański i polski. Przywódca tego ostatniego, Pankracy, podaje mu biały płaszcz i karmazynową czapkę. Młodzieniec relacjonuje Prezesowi swą wędrówkę. W pierwszych godzinach widział ciało pogańskie tęskniące do chrześcijańskiej duszy, w następnych święte myśli, które nie zstępowały na ziemię, wreszcie rozpacz ciał, które nie mogą sięgnąć duszy. Prezes, zapowiada nadejście trzeciej epoki, Ducha, w której połączą się ciało i dusza, epoka Ojca i Syna. Czyta fragment Ewangelii o przyjściu Parakleta (J 14, 26). Żaden dotychczasowy wiek istnienia chrześcijaństwa nie spełnił tej obietnicy. Stanie się to, kiedy się dusza w człowieku połączy z ciałem w ducha, kiedy się narody uciskane i pozbawione wolności przyobleką w wolność, która nie jest walką, ale pokojem w sobie i miłością do innych.
Pankracy przerywa mowę Prezesa, występując przeciw miłości. Żąda, by jak zgilotynowano szlachtę, tak postąpić na Zachodzie z bankierami i mieszczaństwem. Na Wschodzie cała Słowiańszczyzna musi najpierw stać się morzem krwi. Dopiero gdy wyginie cała szlachta, może nastać miłość. Aligier chce się mu sprzeciwić, Pankracy twierdzi, że swoje już powiedział i wysyła przeciw Aligierowi Kiermasza i Blaumana. Aligier żąda jednak, by Pankracy sam potwierdził czy wierzy w to, co mówił. Powołuje się na swe współcierpienie z uciemiężonymi. Kiermasz i Blauman zwodzą swego przeciwnika. Pankracy wysyła przeciw Aligierowi wieszcza Julinicza. Wieszcz twierdzi, że kiedyś chrześcijaństwo było modlitwą i łzą, a dziś jest ucieleśnioną mocą, wirem i pędem. Pan wybiera nawet łotrów, by zatracić swych wrogów. Bóg przyszedł sądzić ziemię. Nadchodzą żywe burze, które ofiarują mu mord i będzie on miły Bogu.
Aligier wypomina Pankracemu, że choć bezimienny, został ukształtowany przez całą przeszłość Polski i wzywa go, by nie był czwartym, obok zaborców, katem swej ojczyzny. Pankracy zwołuje tych, którzy są z nim. Prezes każe otoczyć przeniewierców i wystawić przy nich trumny. Pankracy wzywa do broni, grozi, że zastrzeli Prezesa, jeśli się nie cofną. Prezes potępia Pankracego, jako zdrajcę prawdy, który nie jej, lecz sobie samemu służy i obwieszcza śmierć ducha jego i jego podkomendnych. Naczelnikiem polskiego chóru zostaje Aligier. Po zakończeniu obrzędu Pankracy odchodzi, zapowiadając walkę na śmierć i życie, Prezes rozwiązuje zebranie.

## Charakterystyka utworu
Utwór przynosi liczne reminiscencje z życia autora. Opisy przyrody we Wstępie nawiązują do wrażeń Krasińskiego z pobytu w Graefenbergu. Przyjaźń Aligiera z Henrykiem odwołuje się do przyjaźni poety z Konstantym Gaszyńskim i Konstantym Danilewiczem. W postaciach czarnej pani i księżnej Rahoga pobrzmiewają echa romansów autora z Joanną Bobrową i Delfiną Potocką. Podstawowy cel dramatu uczynienia Delfiny Potockiej nieśmiertelną w pamięci ludzkiej, nie doczekał się jednak realizacji. Księżna Rahoga pozostała milcząca na placu świętego Marka, odezwała się tylko czarna pani – Beatryks ze Snu. Dominujące w dramacie treści ideowo-polityczne zakłóciły pierwotny plan utworu.